# Piedra rúnica de Sparlösa
La piedra rúnica de Sparlösa en Västergötland es la segunda piedra rúnica sueca más famosa tras la piedra de Rök. Se descubrió en 1669 en el interior del muro sur de la iglesia de Sparlösa, en la que había sido usada como sillar.
La piedra rúnica es famosa por sus imágenes grabadas y por la misteriosa referencia a una gran batalla, y es importante la aparición de los nombres Eric y Alrik, en relación con padre de los que residen en Upsala y el texto descendiente de los dioses. La piedra proporciona un registro antiguo del topónimo Uppsala, y de los dos nombres personales Eric ("soberano total")  Alrik ("el que gobierna a todos") que son nombres reales, conocidos por haber pertenecido a la semilegendaria dinastía sueca Yngling de Upsala. Además se la mención de una gran batalla puede referirese a las igualmente legendarias guerras entre suiones y gautas que se mencionan en Beowulf.
La piedra es de 1,77 metros de alto y está datada alrededor del 800, aunque aparece una línea probablemente añadida posteriormente en la que se dice Gisli hizo este memorial en honor de Gunnar, su hermano. La datación se basa en el estilo de las imágenes, como el barco, similar a otras imágenes de Gotland del siglo VIII. Aunque la vela del barco sugiere que pueda ser posterior al siglo VIII.

## Inscripciones

### Transliteración
- A a¤iuls kaf ÷ airikis sunR kaf alrik- -
- B ---t---la kaf rau- at kialt(i) * ...a sa- faþiR ubsal faþiR suaþ a-a-u--ba ...-omas notu auk takaR ÷ aslriku lu--R ukþ-t a(i)u(i)sl
- C ...s---n(u)(R)-a-- þat sikmar aiti makuR airikis makin(i)aru þuno * aft aiuis uk raþ runoR þaR raki-ukutu iu þar suaþ aliriku lu(b)u faþi '
- D ui(u)-am ...--ukrþsar(s)k(s)nuibin- ---kunR(u)k(l)ius-- ...iu
- E : kisli : karþi : iftiR : kunar : bruþur [:] kubl : þisi

### Transcripción al nórdico antiguo
- A Æivisl gaf, Æiriks sunR, gaf Alrik[R] ...
- B ... gaf <rau-> at gialdi [Þ]a(?) sa[t] faðiR Upsal(?), faðiR svað ... ... nætR ok dagaR. AlrikR <lu--R> ugð[i]t(?) Æivisl
- C ... þat Sigmarr hæiti maguR Æiriks. Mæginiaru(?) <þuno> aft Æivisl. Ok rað runaR þaR rægi[n]kundu <iu> þar, svað AlrikR <lubu> faði.
- D <uiu-am> ... ... ...
- E Gisli gærði æftiR Gunnar, broður, kumbl þessi.

### Traducción
- A Eyvísl(?), el hijo de Eiríkr dio, Alríkr dio...
- B ... dio ... como pago. Entonces(?) el padre se sentó(?) (en) Upsala(?), el padre que ... ... noches y días. Alríkr <lu—r> no temía(?)  Eyvísl(?).
- C ... que el hijo de Eiríkr es llamado Sigmarr/celebrado-por-las-victorias. La gran batalla(?) ... en memoria de Eyvísl(?). Y interpreta las runas de origen divino allí... , que Alríkr <lubu> pintó.
- D ... ... ...
- E Gísli hizo este monumento en memoria de Gunnarr, (su) hermano.[2]